# Walter Katalin
Walter Katalin Irén (Budapest, 1974. szeptember 18. –) közgazdász, 2021-től 2025-ig a Budapesti Közlekedési Központ (BKK Zrt.) vezérigazgatója, a Világszép Alapítvány kuratóriumának tagja.
2023-ban negyedik alkalommal választotta őt a Forbes magazin a legbefolyásosabb magyar nők közé, ahol 2020-ban és 2021-ben az üzlet kategóriában a nyolcadik, 2022-ben a hatodik, 2023-ban a negyedik helyen szerepelt. 2023 októberében két évre elnökévé választotta az EMTA, a legnagyobb európai közlekedési cégeket összefogó testület.

## Tanulmányok, szakmai pályafutás
A frankfurti Bettinaschule gimnáziumban érettségizett évfolyamelsőként. 1992-től a European Business School ösztöndíjas hallgatója volt, ahol ismét évfolyamelsőként diplomázott 1997-ben.
A European Business School ötéves közgazdaság-tudományi programja során egy-egy szemesztert külföldi egyetemeken töltött. 1994 első felében a Buenos Aires-i Universidad Argentina de la Empresa egyetemen tanult, míg az év második felét az arizonai Thunderbird School of Global Management egyetemen töltötte. Egyetemi évei alatt a „Studienstiftung des deutschen Volkes” (német ösztöndíjalapítvány) ösztöndíjasa volt, és elsőként kapta meg a Theodor Fontane-különdíjat, amelyet kizárólag az ösztöndíjasok nyerhetnek el.
1997-ben csatlakozott a McKinsey and Company nemzetközi tanácsadó cég frankfurti irodájához. 2001-ben nemzetközi pénzügyekből szerzett doktorátust alma materében, a European Business Schoolban. Ebben az évben tért vissza Budapestre, ahol szintén a McKinsey irodájában dolgozott. 2004-ben, 29 éves korára partner, majd a globális vállalat budapesti vezetője lett. A tanácsadó cégnél töltött 15 év során menedzselte nemzetközi nagyvállalatok pénzügyi, befektetési, szervezeti stratégiáját, majd a budapesti iroda vezetését követően európai regionális feladatkört kapott.
2013-tól másfél évig Bajnai Gordon korábbi miniszterelnöknek, az Együtt – a Korszakváltók Pártja alapítójának és vezetőjének a kabinetfőnöke volt. 
2015 tavaszán külső tanácsadóként az Erste Bank és a Citibank lakossági üzletágának integrációját vezette, ami akkor 2004 óta a legnagyobb pénzügyi intézeti egyesülés volt Magyarországon: 170 000 ügyfelet érintett. 2016 novemberétől 2018-ig az Erste stratégiaimenedzsment-vezetője volt, eközben vitte tovább a Citibank integrációs projektjét.
2019-ben Németországban, Münchenben az Allianz SE közép-kelet-európai regionális értékesítési vezetőjeként 11 országban felügyelte a cég tevékenységét. Innen rövid idő után hazatért, és egy fontos megbízást kapott: ősztől a CEU Chief Operating Officereként az egyetem Budapestről Bécsbe költözését irányította.
Ezt követően sikeresen pályázott a Budapesti Városüzemeltetési Holding (BVH) vezérigazgatói posztjára. 2020 januárjától a fővárosi közműcégek üzleti és beruházási politikájának, szervezeti működésének összehangolása volt a feladata; ennek eredményeként született meg 2020 novemberében a döntés a budapesti „Stadtwerke”, azaz a Budapesti Közművek Nonprofit Zrt. létrehozásáról.
2020 novemberében Karácsony Gergely egy sajtótájékoztatón mutatta be a Budapesti Közlekedési Központ új vezérigazgatójaként. Mint a fővárosi közlekedésszervező cég vezetője az elmúlt három évben fontos lépéseket tett a budapesti közlekedés korszerűsítése és fejlesztése érdekében. 
2021-ben újjászületett a MOL Bubi közbringa-szolgáltatás, amely elődjénél modernebb, könnyebben használható, és 2023-ra számos új kerékpárral, illetve gyűjtőállomással bővült: már több mint 200 gyűjtőállomásról csaknem 2500 kerékpárral utazhatnak a fővárosban közlekedők. 2022 februárjában indult a BudapestGO applikáció, amelyet 2023 őszére már havi 1,5 millióan használnak a közösségi közlekedésben. 2022-ben befejezték a Blaha Lujza tér felújítását, valamint átadták a felújított Lánchídat a közösségi közlekedés, a kerékpározók és a taxik számára. 2023 májusában, öt és fél év után átadták a felújított M3-as metróvonalat; júniusban elindult a 100E Repülőtéri Expresszen a Budapest Pay&GO tesztidőszaka, amelynek során a BKK Magyarországon először alkalmazza az egylépéses bankkártyás jegyvásárlási és -érvényesítési lehetőséget. 2023 októberében két évre elnökévé választotta a European Metropolitan Transport Authorites.
2024. januárjában felajánlotta a BKK vezetéséről történő lemondását, miután egy sajtóbeszélgetésen "vágásérett pulykákhoz" hasonlította az utasokat, akiknek nem szokás kikérni a véleményét, hogy mi legyen velük. A lemondást a főpolgármester nem fogadta el, de visszaállították az eredeti menetrendet.
2025. május 29-én végleg bejelentette lemondását a vezérigazgatói tisztségről.

## Társadalmi felelősségvállalás
2011 és 2017 között a UNICEF Magyar Nemzeti Bizottság kuratóriumi tagja, 2012-ben a kuratórium elnöke volt. A Világszép Alapítványnak jelenleg is kuratóriumi tagja és támogatója. A Bankárképző korábbi mentora. Férjével egy évtizeden át támogatták a Transparency Internationalt, és a Budapest Schoolba is befektettek.
A társadalmi felelősségvállalásban való aktív részvételről így nyilatkozott 2021-ben a Forbes magazinnak:
„Ha az ember élt érettebb társadalomban, akkor látja, hogy ezek fontosak. Mi abszolút nulláról, sőt mínuszról indultunk, mert voltak tanulmányi hiteleink, de hogyha az ember a teljesítményével elér egyfajta anyagi biztonságot, akkor kulcsfontosságú, hogy társadalmi felelősséget vállaljon, és egy egykulcsos adórendszerben ez még inkább így van.”

## Családja
Családja 1987-ben Frankfurtba költözött. Öt nyelvet beszélő édesapja szerettette meg vele a nyelvtanulást. Anyanyelvi szinten sajátította el a német nyelvet, emellett felsőfokon beszél angolul, társalgási szinten spanyolul és franciául. 1998 óta él házasságban Cornelius Walterrel, két gyermek édesanyja.

## Díjai, elismerései
- Studienstiftung des deutschen Volkes ösztöndíj: egyetemi évei alatt a legelőkelőbb német alapítvány ösztöndíjasa volt. Az alapítvány és az ösztöndíj különlegességét mutatja, hogy azt az egyetemi hallgatók teljesítménye alapján csupán 0,5 százalékuk nyeri el.
- Theodor Fontane-különdíj: 1996 és 2004 között az ösztöndíjasoknak lehetőségük nyílt további különböző díjak elnyerésére, a különdíjat 1996-ban az elsők között kapta meg.[24]